# 埼玉県教育委員会
埼玉県教育委員会（さいたまけんきょういくいいんかい）は、埼玉県の教育委員会である。

## 概要
埼玉県内の教育に関する事務を所掌する行政委員会であり、教育長と5人の委員で構成される。近年は、学力向上、高校改革などの教育改革に取り組んでいる。
広義では、教育委員会の執行機関である教育委員会事務局（埼玉県教育局）を含めて、教育委員会と呼ぶこともある。

## 組織
- 教育総務部 
  - 総務課
  - 教育政策課
  - 財務課
  - 教職員課
  - 福利課
- 県立学校部 
  - 県立学校人事課
  - 高校教育指導課
  - 生徒指導課
  - 保健体育課
  - 特別支援教育課
  - 魅力ある学校づくり課
- 市町村支援部
  - 小中学校人事課
  - 義務教育指導課
  - 家庭地域連携課
  - 生涯学習文化財課
  - 人権教育課
  - 教職員採用課

## 所在地
- さいたま市浦和区高砂3-15-1

## 市町村教育委員会
- さいたま市教育委員会

## 参考・外部リンク
- 埼玉県教育委員会